# Fissidens sericeus
Fissidens sericeus är en bladmossart som beskrevs av Brotherus 1894. Fissidens sericeus ingår i släktet fickmossor, och familjen Fissidentaceae. Inga underarter finns listade i Catalogue of Life.